# Лужки (Оренбургская область)
Лужки́ — село в Новоорском районе Оренбургской области. Входит в состав Горьковского сельсовета.

## История
В 1966 году указом Президиума Верховного Совета РСФСР село фермы № 4 совхоза имени Максима Горького переименовано в Лужки.

## Население
| 2010 |
| ---- |
| 225  |

## Улицы
- ул. Гагарина,
- ул. Зелёная,
- ул. Набережная,
- ул. Степная,
- ул. Школьная.

## Известные уроженцы
- Насыров, Исламжан Касымжанович (род. 1998) — российский и казахстанский футболист.